# Phrixothrix hieronymi
Phrixothrix hieronymi är en skalbaggsart som först beskrevs av Haase 1886.  Phrixothrix hieronymi ingår i släktet Phrixothrix och familjen Phengodidae. Inga underarter finns listade i Catalogue of Life.